# 이시가메 아키라
이시가메 아키라(일본어: 石亀 晃, 1985년 5월 20일 ~ )는 일본의 전 축구 선수이다.

## 구단 경력
과거 오미야 아르디자, 더스파 구사쓰에서 활동하였다.